# SNIF-NMR

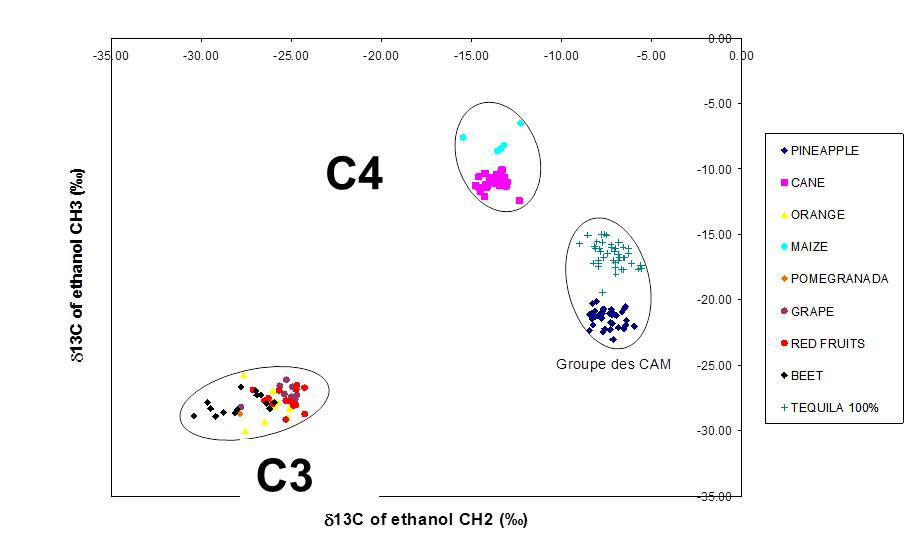
C3-, C4- und Pflanzen mit CAM-Stoffwechsel in der SNIF-NMR-Analyse

SNIF-NMR (engl. site-specific natural isotope fractionation nuclear magnetic resonance) ist ein Analyseverfahren, das  Deuterium-Kernresonanzspektroskopie zur Authentizitätsprüfung von Lebensmitteln verwendet. Die Methode wurde zuerst 1981 von CNRS-Forschern in Nantes beschrieben und 1987 von der neugegründeten Eurofins Scientific kommerzialisiert.
Bei SNIF-NMR wird der relative Deuteriumgehalt an den chemisch unterschiedlichen und damit per NMR unterscheidbaren Wasserstoffatomen in einer Substanz bestimmt, wonach durch Vergleich festgestellt werden kann, in welchem (bio-)chemischen Prozess die Substanz entstanden ist. Die unterschiedliche Verteilung des Deuteriums in den Naturstoffen beruht auf dem sog. kinetischen Isotopeneffekt. So lässt sich beispielsweise unterscheiden, ob Ethanol in Wein durch Vergärung aus Fructose (also Weintrauben) oder Saccharose (aus zugesetztem Rübenzucker) entstanden ist.
SNIF-NMR wird zur Untersuchung von Wein, Essig, Fruchtsäften und Aromastoffen benutzt. Auch lassen sich mit ihr C3- von C4-Pflanzen trennen.